# Jean Pormanove
Jean Pormanove, a menudo abreviado como JP, cuyo verdadero nombre es Raphaël Graven, nació el 26 de enero de 1979 en Woippy (Mosela) y murió el 18 de agosto de 2025 en Contes (Alpes Marítimos), es un streamer, videógrafo e influencer francés.
En agosto de 2024, ocupa el cuarto lugar entre los streamers de Kick starter más vistos y populares del mundo. También fue el streamer francés más visto en la plataforma hasta su muerte.